# Erpetoichthys calabaricus

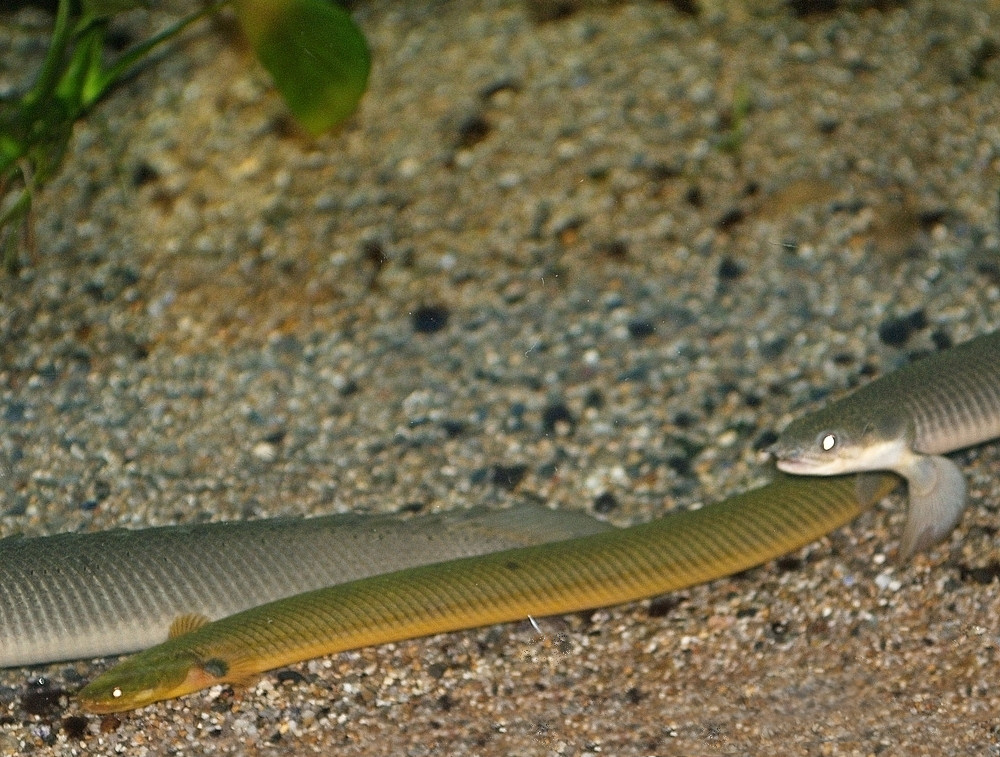
E. calabaricus

Erpetoichtys calabaricus Smith, 1865, detto anche Calamittide del Calabar è un pesce di acqua dolce appartenente alla famiglia Polypteridae. È l'unica specie del genere Erpetoichtys.

## Descrizione
La lunghezza massima registrata per questa specie è di 90 cm in natura ma in acquario è stata registrata una lunghezza massima di 37 cm. Presente un corpo molto allungato, spesso di colorazione marrone o grigiastra.

## Distribuzione e habitat
Vive in alcuni fiumi dell'Africa come il Niger. Nuota nelle acque ricche di vegetazione acquatica, lente e spesso povere di ossigeno; per questo ha sviluppato la capacità di respirare aria.

## Biologia

### Comportamento
È prevalentemente notturno.

### Alimentazione
Si nutre prevalentemente di invertebrati acquatici come insetti, crostacei e anellidi.

### Riproduzione
È oviparo e la fecondazione è esterna. Non ci sono cure nei confronti delle uova, di circa 2,1-2,6 mm di diametro, che vengono deposte sul substrato e sulla vegetazione. Le larve sono dotate di branchie esterne.

### Malattie
È particolarmente sensibile alle infezioni batteriche.

## Conservazione
Viene classificato come "prossimo alla minaccia" (NT) dalla lista rossa IUCN perché la sua popolazione sta leggermente diminuendo a causa del degrado del suo habitat.

## Acquariofilia
Non è particolarmente comune negli acquari a causa della sua difficoltà di allevamento.